# Willington Quay
Willington Quay är en ort i distriktet North Tyneside, i grevskapet Tyne and Wear, i England. Willington Quay var en civil parish från 1894 till 1910 då den blev en del av Wallsend. Civil parish hade 7 941 invånare år 1901. Willington Quay var ett distrikt från 1894 till 1910.